# Список ботанічних садів Італії
Ботанічні сади та дендрологічні парки Італії за регіоном:

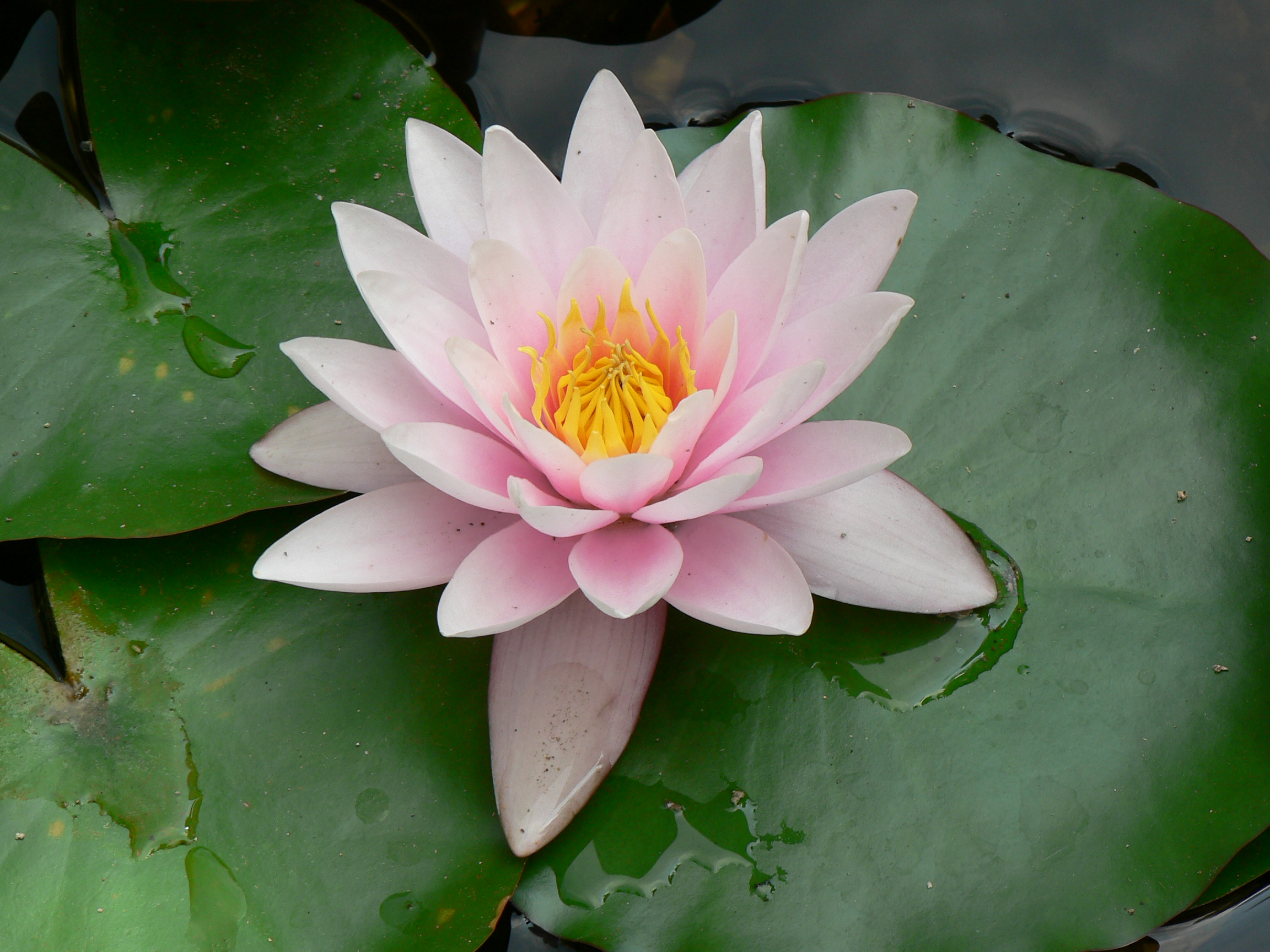
Ботанічний сад Ганбері у Вентімільї

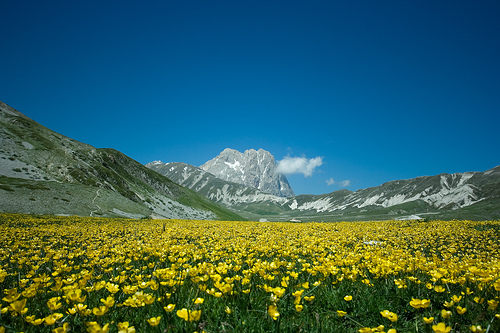
Жовті квіти на Кампо Імператоре

## Абруццо
- Альпійський ботанічний сад Кампо Імператоре (Giardino Botanico Alpino di Campo Imperatore)
- Ботанічний сад "Даніела Брешіа" (Giardino Botanico Daniela Brescia)

- Ботанічний сад "Маєлла" (Giardino Botanico della Majella)
- Ботанічний сад і апенінський дендрарій Національного парку Абруццо (Giardino Botanico e Arboreto Appenninico del Parco Nazionale d'Abruzzo)
- Ботанічний сад "Яри Стрільця" (Giardino Botanico Gole del Sagittario)
- Ботанічний сад "Лорето Гранде" (Giardino Botanico "Loreto Grande")
- Ботанічний сад "Середземноморський" (Giardino Botanico "Mediterraneo")
- Ботанічний сад "Мікеле Теноре" (Giardino Botanico Michele Tenore, Colle Madonna)
- Ботанічний сад Університету в Аквілі (Orto Botanico dell'Università dell'Aquila)
- Ботанічний сад в Колемаджо (Orto Botanico di Collemaggio)
- Ботанічний сад "Природний заповідник озеро Пенне" (Orto Botanico "Riserva Lago di Penne")
- Ботанічний сад "Джерела Кавуто" (Botanical Garden "Sorgenti del Cavuto")

## Апулія
- Ботанічний сад Університету Барі (Orto Botanico dell'Università di Bari)
- Ботанічний сад Університету Лечче (Orto Botanico dell'Università di Lecce)

## Калабрія
- Сад Ботанічний Сантічелі (Giardino Botanico Santicelli)
- Ботанічний сад Університету Калабрії (Orto Botanico dell'Università della Calabria)

## Кампанія
- Ботанічний сад Неаполя (Botanical Garden of Naples - Orto Botanico dell'Università di Napoli)
- Hortus Camaldulensis у Неаполі
- Ботанічний сад Портічі (Orto Botanico di Portici - Orto Botanico della Facoltà di Agraria dell'Università di Napoli-Portici) → сад аграрного факультету Університету Неаполя-Портісі
- Сади Равіно (Giardini Ravino) → сукуленти та кактуси

## Емілія Романія
- Громадський ботанічний сад «Уліссе Альдрованді» (Civico Orto Botanico "Ulisse Aldrovandi", S. Giovanni in Persiceto) → знаходиться в Сан-Джованні-ін-Персічето.
- Сад Ботанічний Альпійський «Есперіа» (Giardino Botanico Alpino "Esperia", Sestola) → Сестола
- Ботанічний сад Міського музею природничих наук у Фаенці (Giardino Botanico del Museo Civico di Scienze Naturali di Faenza)
- Сад Ботанічний Вальбонелла (Giardino Botanico di Valbonella, Corniolo, Forlì) → Форлі
- Сад Ботанічний Семплічі (Giardino dei Semplici, Bagnacavallo)
- Сад трав «А. Рінальді Чероні» (Лікарський сад Казола-Вальсеніо) Giardino delle Erbe "A. Rinaldi Ceroni" (Giardino Officinale di Casola Valsenio)
- Ботанічний сад університету Болоньї
- Ботанічний сад університету Ферари (Orto Botanico dell'Università di Ferrara)
- Ботанічний сад університету Модени (Orto Botanico dell'Università di Modena e Reggio Emilia - Orto Botanico di Modena)
- Ботанічний сад університету Парми (Orto Botanico dell'Università di Parma - Orto Botanico di Parma)

## Фріулі-Венеція-Джулія
- Арборето Паскуль, Тарченто, Удіне
- Громадський ботанічний сад Трієсте (Civico Orto Botanico di Trieste - Botanical Garden of Trieste)
- Ботанічний сад «Сарсіана» (Giardino Botanico Carsiana, Sgonico, Trieste) → Трієст
- Ботанічний сад Університету Трієсте (Orto Botanico dell'Università di Trieste)
- Ботанічний сад «Фріулано» (Orto Botanico Friulano) → Удіне
- Парк Ботанічний Фріулії «Кормор» (Parco Botanico Friulano "Cormor") → Удіне

## Лаціо
- Ботанічні сади Стільяно (Giardini Botanici di Stigliano) → Стільяно
- Сад Ботанічний Коллепардо (Giardino Botanico di Collepardo) → Коллепардо
- Сад ботанічний Понціано (Giardino Botanico Ponziano, Ponza) → Понца
- Сад Диких Орхідей в Ладісполі (Giardino delle Orchidee Spontanee del Mediterraneo, Ladispoli) → Ладісполі
- Ботанічний сад уніерситету Тусції (Orto Botanico dell'Università della Tuscia)
- Ботанічний сад університету Риму «Ла Сапіенца» (Orto Botanico dell'Università di Roma "La Sapienza" - Orto Botanico di Roma)
- Ботанічний сад університету Тор Верґата (Orto Botanico dell'Università di Tor Vergata)

## Ліґурія
- Сади ботанічні Ганбурі (Giardini Botanici Hanbury, Ventimiglia)
- Сад ботанічний «Клевія Дураззо Ґрімальді» (Giardino botanico Clelia Durazzo Grimaldi, Pegli) → Пеґлі
- Сад ботанічний гори Праторонданіно (Giardino Botanico Montano di Pratorondanino, Campo Ligure)
- Ботанічний сад Університету Генуї (Orto Botanico dell'Università di Genova)
- Ботанічний сад Монтемарчелло (Orto Botanico di Montemarcello)
- Ботанічний сад «Вілла Бека» (Botanical Garden of Villa Beuca)

## Ломбардія
- Альпійський ботанічний сад П'єтра Корва
- Альпійський ботанічний сад «Реція», Борміо, Сондріо
- Ботанічний сад Фонду Андре Геллера, Гардоне-Рив'єра
- Ботанічний сад Треббо Треббі
- Гірський сад для збереження біорізноманіття «Руджеро Томаселлі», Варезе
- Ботанічний сад Університету Павії
- Ботанічний сад Бергамо «Лоренцо Рота»
- Ботанічний сад Брера, Мілан
- Ботанічний сад Каскіна Роза, Мілан
- Експериментальний навчальний ботанічний сад Університету Мілана, Мілан
- Ботанічний сад «Дж. Е. Гірарді», Тосколано-Мадерно

## Марке
- Дендрологічний парк в Камерино (Arboretum Apenninicum, Camerino) → Камерино
- Сад ботанічний інституту Аграрних Технологій «Сельсо Ульпіані» (Giardino Botanico, Istituto Tecnico Agrario Statale "Celso Ulpiani", Ascoli Piceno) → Асколі-Пічено
- Ботанічний сад університету Камеріно (Orto Botanico dell'Università di Camerino)
- Ботанічний сад університету Анкони (Orto Botanico dell'Università Politecnica delle Marche - Orto Botanico dell'Università di Ancona)
- Ботанічний сад університету Урбіно (Orto Botanico "Pierina Scaramella" - Orto Botanico dell'Università di Urbino)

## Молізе
- Сад Апеннінської флори, Капракотта, Ізернія (Giardino di Flora Appenninica, Capracotta, Isernia)

## П'ємонт
- Ботанічний сад на острові Мадре
- Вілла Паллавічіно (ботанічний сад)
- Ботанічний сад "Вілла Таранто" (Вербанія)
- Ботанічний сад "Альпінія" в Стрезі
- Альпійський ботанічний сад «Бруно Пейронель», Валь-Пелліче, Турин
- Альпійський ботанічний сад Вальдерія
- Ботанічний сад Оропа
- Ботанічний сад Реа, Валь-Сангоне, Турин
- Ботанічний сад Турина (Ботанічний сад Туринського університету)

## Сардинія
- Дендрологічний парк Лімбара (Arboreto Mediterraneo del Limbara)
- Сади гори Лінасія (Giardino Montano Linasia)
- Ботанічний сад університету Кальярі (Orto Botanico di Cagliari - Orto Botanico dell'Università di Cagliari)
- Ботанічний сад уніварситету Сассарі (Orto Botanico dell'Università di Sassari)

## Сицилія
- Сади вулканічно-ботанічні «Нова Гуссонея» (Giardino Botanico "Nuova Gussonea", Ragalna) → Рагальна
- Ботанічний сад університету Катанії (Orto Botanico dell'Università di Catania)
- Ботанічний сад університету Мессіни (Orto Botanico dell'Università di Messina)
- Ботанічний сад університету Палермо (Orto Botanico di Palermo - Orto Botanico dell'Università di Palermo)
- Ботанічний сад «Пєтро Кастеллі» університету Месіни (Orto Botanico "Pietro Castelli" dell'Università di Messina)

## Тоскана
- Арбореті Валломброза, Реджелло, Флоренція
- Сад Ботанічний тропічих рослин Агрономічного університету Флоренції (Giardino Botanico Tropicale dell'Istituto Agronomico per l'Oltremare, Firenze)
- Сад ірисів (Giardino dell'Iris, Firenze) → Флоренція
- Парк гори Орекчелла (Giardino Montano dell' Orecchiella)
- «Музей і дендропарк Карло Сіємоні, Бадія-Праталья, Ареццо»
- Ботанічний сад Ликкії (Orto Botanico Comunale di Lucca) → Лукка
- Ботанічний сад «Фрінольї» (Orto Botanico dei Frignoli, Fivizzano, Massa) → Фівіззано
- Ботанічний сад і дендрологічний парк Ліворно (Orto Botanico del Mediterraneo, Livorno) → Ліворно
- Ботанічний сад університету Сієни (Orto Botanico dell'Università di Siena)
- Ботанічний сад Фірензе (Orto Botanico di Firenze - Giardino dei Semplici)
- Ботанічний сад університету міста Піза (Orto Botanico di Pisa - Orto Botanico dell'Università di Pisa)
- Ботанічний лісовий сад Абетоне (Orto Botanico Forestale dell'Abetone)
- Ботанічний сад «Панья ді Корфіно» (Orto Botanico "Pania di Corfino")
- Ботанічний сад Апуанських Альп «П'єтро Пеллегріні», П'ян-делла-Фіоба (Orto Botanico delle Alpi Apuane "Pietro Pellegrini", Pian della Fioba)
- Сад простих рослин Ельби (Orto dei Semplici Elbano)

## Трентіно-Альто-Адідже
- Арборето в Арко (Arboreto di Arco)
- Сади Трауттмансдорфф (Gardens of Trauttmansdorff Castle)
- Сад Ботанічний Альпійський в підніжжі гори Бондоне (Giardino Botanico Alpino alle Viotte di Monte Bondone)
- Сад Ботанічний Альпійський «Пассо Кое» (Giardino Botanico Alpino di Passo Coe)
- Сад Ботанічний Музею прадавніх часів в Моліна-ді-Ледро (Giardino Botanico Preistorico di Molina di Ledro) Моліна-ді-Ледро

## Умбрія
- Ботанічний сад університету Перуджи (Orto Botanico di Perugia Orto Botanico dell'Università di Perugia)

## Валле д'Аоста
- Сад «Альпіно Парадісія» (Giardino Alpino Paradisia)
- Сад Ботанічний альпійський «Замки Савої» (Giardino Botanico Alpino "Castel Savoia")
- Сад Ботанічний альпійський в Ханусії (Giardino Botanico Alpino Chanousia [Архівовано 21 грудня 2010 у Wayback Machine.])
- Сад Ботанічний альпійський айстр Соссюрей (Giardino Botanico Alpino Saussurea [Архівовано 28 січня 2011 у Wayback Machine.])

## Венето
- Сад Альпійський «Антоніо Сеньї» (Giardino Alpino "Antonio Segni", Taibon Agordino, Belluno)
- Сад Ботанічний альпійський Джанджіо Лорензоні (Giardino Botanico Alpino "Giangio Lorenzoni", al Pian di Cansiglio)
- Сад Ботанічний альпійський «Сан Марко» (Giardino Botanico Alpino San Marco, Valli del Pasubio) → Валлі-дель-Пазубіо
- Сад Ботанічний «Е.Тотті» (Giardino Botanico della Scuola Media Statale "E.Toti" di Musile di Piave, Musile di Piave) → Музіле-ді-П'яве
- Сад Ботанічний гори Фавергьєра (Giardino Botanico delle Alpi Orientali - Giardino Botanico di Monte Faverghera, Monte Faverghera)
- Сад Ботанічний каналів-боліт Венето (Giardino Botanico Litoraneo di Porto Caleri - Giardino Botanico Litoraneo del Veneto, Rosolina) → Розоліна
- Сад Фенології «Алесандро Марселло» (Giardino Fenologico "Alessandro Marcello", Treviso) → Тревізо
- Сад лікарні Марзана (Giardino Officinale di Marzana, Verona) → Верона
- Ботанічний сад «Карло Спегаззіні» (Orto Botanico Conservativo Carlo Spegazzini, Treviso) → Тревізо
- Ботанічний сад «Франческо Буснелло» (Orto Botanico Conservativo Francesco Busnello, Treviso) → Тревізо
- Ботанічний сад гори Бальдо (Orto Botanico del Monte Baldo, Ferrara di Monte Baldo)
- Падуанський ботанічний сад
- Ботанічний сад «Локателлі» (Orto Botanico Locatelli, Mestre) → Местре

## Дивись також
- Ботанічний сад
- Садівництво
- Список ботанічних садів